# Baguer-Morvan
Baguer-Morvan (bretonisch: Bagar-Morvan, Gallo: Bayér-Morvan) ist eine französische Gemeinde mit 1.697 Einwohnern (Stand: 1. Januar 2022) im Département Ille-et-Vilaine in der Region Bretagne. Sie gehört zum Arrondissement Saint-Malo und zum Kanton Dol-de-Bretagne. Die Einwohner werden Baguerrois genannt.

## Geographie
Baguer-Morvan liegt etwa 16 Kilometer südöstlich von Saint-Malo. Umgeben wird Baguer-Morvan von den Nachbargemeinden Dol-de-Bretagne im Norden und Nordosten, Epiniac im Osten, Bonnemain im Süden, Le Tronchet im Südwesten, Plerguer im Westen sowie Roz-Landrieux im Nordwesten.

## Bevölkerungsentwicklung
| Jahr                      | 1962 | 1968 | 1975 | 1982 | 1990 | 1999 | 2006 | 2016 |
| Einwohner                 | 1253 | 1150 | 1326 | 1347 | 1306 | 1337 | 1488 | 1699 |
| Quelle: Cassini und INSEE |      |      |      |      |      |      |      |      |

## Sehenswürdigkeiten

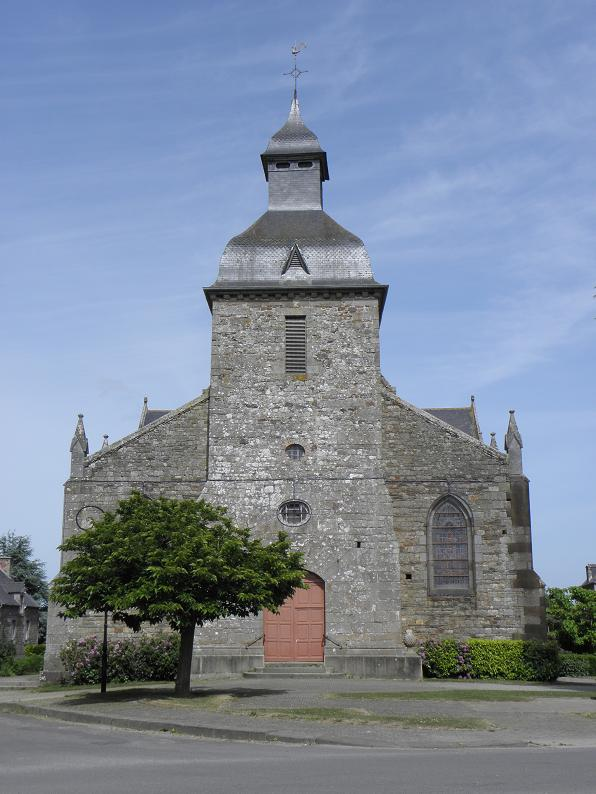
Kirche Saint-Pierre-et-Saint-Paul

- Kirche Saint-Pierre-Saint-Paul, Turm von 1779, Kirchgebäude aus den 1850er Jahren. Die künstlerische Verglasung wurde von der zunächst in Nantes, später in Kassel-Wehlheiden tätigen Glasmaler-Werkstatt Ely geschaffen.[1]
- Schloss Beauregard aus dem 16. Jahrhundert
- Schloss Assis aus dem 19. Jahrhundert
- Herrenhaus Le Bois-Feslaux aus dem Jahre 1513
- Herrenhaus Bois-Hamon aus dem Jahre 1513
- Herrenhaus La Guénidais aus dem Jahre 1523
- Herrenhaus La Hellendaye aus dem Jahre 1513
- Herrenhaus Les Salles
- Herrenhaus La Touraude
- Herrenhaus Vaudoré
- Herrenhaus Vouroux